# ARMTV
ARMTV (armeniska: Հայաստանի հանրային հեռուստաընկերություն, Hajastani hanrajin herrustajnkerut’jun; förkortat ARMTV eller AMPTV) är Armeniens public service-TV-bolag som inledde sina sändningar av television år 1956. 
ARMTV grundades den 5 september 1955, då Sovjetunionen beslöt att starta upp 27 TV-bolag i de olika rådsrepublikerna. Den 29 november 1956 sändes det första programmet på kanalen. Den 8 juli 2006 gick ARMTV, som första armeniska TV-bolag, med i den europeiska radio- och TV-unionen (EBU). 